# Миноносцы типа V-25
Миноносцы типа V-25 — тип эскадренных миноносцев (по официальной классификации — больших миноносцев), состоявший на вооружении Военно-морского флота Германии в период Первой мировой войны. Корабли строились по программе 1913 года и являлись первыми чисто нефтяными кораблями немецкого флота. Всего было построено 6 миноносцев этого типа.

## Энергетическая установка
На кораблях типа в качестве ГЭУ была установлена паротурбинная ЭУ мощностью 24 800 л. с., состоящая из 2 турбин и 3 военно-морских нефтяных котлов. Максимальные запасы топлива на эсминцах типа составляли 225—232 тонн нефти.

## Вооружение
Вместо двух короткоствольных (30-калиберных) 88-миллиметровок у предыдущих серий они получили три орудия такого же калибра, с длиной ствола в 45 калибров, что позволило заметно повысить начальную скорость снаряда. Торпедное вооружение эсминцев состояло из 6 500-мм торпедных аппаратов, минное вооружение — из 24 мин заграждения.

## Список миноносцев типа
| Название | Дата закладки | Дата спуска на воду | Дата вступления в состав флота | Примечания |
| -------- | ------------- | ------------------- | ------------------------------ | ---------- |
| V-25     | 1913          | 29 января 1914      | 27 июня 1914                   |            |
| V-26     | 1913          | 21 февраля 1914     | 1 августа 1914                 |            |
| V-27     | 1913          | 26 марта 1914       | 2 сентября 1914                |            |
| V-28     | 1911          | 9 мая 1914          | 22 сентября 1914               |            |
| V-29     | 1914          | 18 августа 1914     | 19 октября 1914                |            |
| V-30     | 1914          | 18 сентября 1914    | 16 ноября 1914                 |            |